# Roseville (Michigan)
Roseville é uma cidade localizada no estado americano de Michigan, no Condado de Macomb.

## Demografia
Segundo o censo americano de 2000, a sua população era de 48.129 habitantes.
Em 2006, foi estimada uma população de 47.406, um decréscimo de 723 (-1.5%).

## Geografia
De acordo com o United States Census Bureau tem uma área de
25,4 km², dos quais 25,4 km² cobertos por terra e 0,0 km² cobertos por água.

## Localidades na vizinhança
O diagrama seguinte representa as localidades num raio de 8 km ao redor de Roseville.